# Аптон (округ)
О́круг Аптон (англ. Upton county) — округ штата Техас Соединённых Штатов Америки. На 2000 год в нём проживало 3404 человека. По оценке бюро переписи населения США в 2008 году население округа составляло 3149 человек. Окружным центром является город Ранкин.

## История
Округ Аптон был сформирован в 1887 году из части округа Том-Грин. Он был назван в честь братьев Джона и Уильяма Аптонов, полковников армии конфедератов.

## География
По данным бюро переписи населения США площадь округа Аптон составляет 3217 км², из которых 3217 км² — суша, а 0 км² — водная поверхность (0,01 %).

### Основные шоссе
- Шоссе 67
- Шоссе 385
- Автомагистраль 329
- Автомагистраль 349

### Соседние округа
- Мидленд (север)
- Рейган (восток)
- Крокетт (юг)
- Крейн (запад)
- Эктор (северо-запад)

## Демография
По данным переписи населения 2000 года в округе Аптон проживало 3404 человек, было 1256 домашних хозяйств и 934 семьи. Плотность населения составляла около 1 человека на км². Среди населения было 77,79 % белых, 1,62 % чёрных или афроамериканцев, 1,20 % индейцев, 0,03 % азиатов, 0,06 % жителей океании и 17,95 % других рас. 42,57 % населения являлись испано- или латиноамериканцами.
Среди 1256 хозяйств, 36,3 % имели детей возрастом до 18 лет, 61,1 % супружеских пар живущих вместе, 9,1 % женщин-одиночек, 25,6 % не имели семей. 23,5 % от общего количества живут самостоятельно, 12,2 % одинокие старики в возрасте от 65 лет и старше. В среднем на каждое хозяйство приходилось 2,68 человека, среднестатистический размер семьи составлял 3,19 человека.
Показатели по возрастным категориям в округе были следующие: 29,3 % жители до 18 лет, 7,9 % от 18 до 24 лет, 24,9 % от 25 до 44 лет, 23,8 % от 45 до 64 лет и 14,2 % старше 65 лет. Средний возраст составлял 38 лет. На каждые 100 женщин приходилось 95,9 мужчин. На каждые 100 женщин в возрасте 18 лет и старше приходилось 93,3 мужчины.
Средний доход на хозяйство в округе составлял $28 977, на семью — $37 083. Среднестатистический заработок мужчины был $30 729 против $18 750 для женщины. Доход на душу населения в округе составлял $14 274. Около 18,1 % семей и 19,9 % населения зарабатывало меньше прожиточного минимума. Среди них было 26,6 % тех кому ещё не исполнилось 18 лет, и 13,5 % тех кому было уже больше 65 лет.

## Населённые пункты
| - Мак-Кейми - Ранкин | - Мидкифф |